# Ken Berry
Kenneth Ronald Berry, detto Ken (Moline, 3 novembre 1933 – Burbank, 1º dicembre 2018), è stato un attore statunitense.

## Biografia
Berry realizzò di voler diventare ballerino e cantante all'età di 12 anni, mentre assisteva a un'esibizione di danza per bambini durante una rappresentazione  scolastica. Sognava di recitare nei musical e andava al cinema a vedere Fred Astaire e Gene Kelly in alcuni dei loro migliori film, come Ti amavo senza saperlo (1948), Un giorno a New York (1949), L'allegra fattoria (1950), Sua Altezza si sposa (1951).
Berry studiò tip tap e, all'età di 15 anni, vinse un concorso per talenti locali sponsorizzato da Horace Heidt, leader di una grande band della televisione e della radio. Heidt gli chiese di unirsi al suo ensemble, "The Horace Heidt Youth Opportunity Program", una famosa compagnia itinerante. Fece un tour negli Stati Uniti e in Europa per 15 mesi con il gruppo, ballando e cantando per il pubblico e nelle basi oltreoceano dell'aeronautica militare dopo la seconda guerra mondiale. Berry strinse relazioni durature con molti dei suoi colleghi e con il figlio di Heidt, Horace Heidt Jr., che in seguito creò una grande band per la radio.

### Vita privata
Nel 1960 Berry sposò Jackie Joseph, una collega del The Billy Barnes Review. Insieme adottarono due bambini, John Kenneth nel 1964, e Jennifer Kate nel 1965. Divorziarono nel 1976. Suo figlio John, che divenne in seguito il cofondatore della band indie rock Idaho, morì nel 2016 all'età di 51 anni per un cancro al cervello.
Berry amava le macchine e qualsiasi veicolo su ruote fin da quando era bambino, in particolare le auto di piccola cilindrata, e possedeva una Mini Moke del 1966. Appassionato motociclista, amava percorrere i dintorni di Los Angeles e le sue zone montane.
Ken Berry è morto il 1º dicembre 2018 all'età di 85 anni.

## Filmografia

### Cinema
- La ragazza del quartiere (Two for the Seesaw), regia di Robert Wise (1962) - non accreditato
- Gli impetuosi (The Lively Set), regia di Jack Arnold (1964) - non accreditato
- L'incredibile casa in fondo al mare (Hello Down There), regia di Jack Arnold (1969)
- Herbie il Maggiolino sempre più matto (Herbie Rides Again), regia di Robert Stevenson (1974)
- L'uomo delle montagne (Guardian of the Wilderness), regia di David O'Malley (1976)
- Il gatto venuto dallo spazio (The Cat from Outer Space), regia di Norman Tokar (1978)

### Televisione
- Harrigan and Son – serie TV, 1 episodio (1960)
- Hot Off the Wire – serie TV, 1 episodio (1960)
- Peter Loves Mary – serie TV, 1 episodio (1961)
- The Ann Sothern Show – serie TV, 11 episodi (1960-1961)
- Michael Shayne – serie TV episodio 1x29 (1961)
- Hennesey – serie TV, 1 episodio (1961)
- The Gertrude Berg Show – serie TV, 1 episodio (1962)
- General Electric Theater – serie TV, episodio 10x30 (1962)
- Ensign O'Toole – serie TV, 7 episodi (1962-1963)
- Alcoa Premiere – serie TV, 1 episodio (1963)
- Mr. Novak – serie TV, 1 episodio (1963)
- La legge di Burke (Burke's Law) – serie TV, episodio 1x08 (1963)
- Combat! – serie TV, 1 episodio (1964)
- Il dottor Kildare (Dr. Kildare) – serie TV, 25 episodi (1961-1964)
- The Dick Van Dyke Show – serie TV, 2 episodi (1964)
- Gli inafferrabili (The Rogues) – serie TV, episodio 1x03 (1964)
- Hazel – serie TV, 1 episodio (1964)
- Calhoun: County Agent – film TV (1964)
- No Time for Sergeants – serie TV, 3 episodi (1964-1965)
- Gli uomini della prateria (Rawhide) – serie TV, episodio 7x16 (1965)
- Twelve O'Clock High – serie TV, 2 episodi (1964-1965)
- I forti di Forte Coraggio (F Troop) – serie TV, 65 episodi (1965-1967)
- The Danny Thomas Hour – serie TV, 1 episodio (1967)
- Lucy Show – serie TV, 1 episodio (1968)
- The Andy Griffith Show – serie TV, 4 episodi (1968)
- Wake Me When the War Is Over – film TV (1969)
- Mayberry R.F.D. – serie TV, 78 episodi (1968-1971)
- Li'l Abner – film TV (1971)
- The Reluctant Heroes – film TV (1971)
- Once Upon a Mattress – film TV (1972)
- Every Man Needs One – film TV (1972)
- The Ken Berry 'Wow' Show – serie TV (1972)
- Love, American Style – serie TV, 3 episodi (1971-1973)
- Letters from Three Lovers – film TV (1973)
- La famiglia Brady (The Brady Bunch) – serie TV, 1 episodio (1974)
- The Sonny and Cher Comedy Hour – serie TV, 1 episodio (1974)
- Medical Center – serie TV, 1 episodio (1975)
- Ellery Queen – serie TV, episodio 1x19 (1976)
- The Love Boat II, regia di Hy Averback – film TV (1977)
- ABC Weekend Specials – serie TV, 1 episodio (1977)
- Grizzly Adams (The Life and Times of Grizzly Adams) – serie TV, 1 episodio (1977)
- Apple Pie – serie TV, 1 episodio (1978)
- Love Boat (The Love Boat) – serie TV, 1 episodio (1979)
- Featherstone's Nest – film TV (1979)
- La casa nella prateria (Little House on the Prairie) – serie TV, episodio 6x05 (1979)
- CHiPs – serie TV, 2 episodi (1980)
- Eunice – film TV (1982)
- Fantasilandia (Fantasy Island) – serie TV, 7 episodi (1978-1982)
- La piccola grande Nell (Gimme a Break!) – serie TV, 1 episodio (1985)
- Super Vicky (Small Wonder) – serie TV, 1 episodio (1986)
- La mamma è sempre la mamma (Mama's Family) – serie TV, 130 episodi (1983-1990)
- Cuori senza età (The Golden Girls) – serie TV, 1 episodio (1992)
- Batman - Cavaliere della notte (The New Batman Adventures) – serie TV, 1 episodio, solo voce (1997)
- Maggie Winters – serie TV, 1 episodio (1999)

## Doppiatori italiani
Nelle versioni in italiano delle opere in cui ha recitato, Ken Berry è stato doppiato da:
- Sergio Tedesco in La ragazza del quartiere, La famiglia Bradford
- Luciano Melani ne I forti di Forte Coraggio
- Cesare Barbetti in Herbie il Maggiolino sempre più matto
- Roberto Del Giudice in Ellery Queen
- Manlio De Angelis ne Il gatto venuto dallo spazio
- Rino Bolognesi in Love Boat
- Giorgio Locuratolo in La casa nella prateria
- Sandro Pellegrini in La mamma è sempre la mamma